# Kjeld von Folsach
Kjeld Benedict Franz Henri von Folsach (født 3. januar 1950 i Aalborg) er en dansk kunsthistoriker, fil.dr. og direktør for Davids Samling.
Folsach er søn af hofjægermester, godsejer Esbern von Folsach og hustru Marie f. d'Auchamp. Han er uddannet cand.phil. i historie 1974, mag.art. i kunsthistorie 1981 (prisopgave tildelt Københavns Universitets guldmedalje). I 1988 blev han fil.dr. ved Lunds Universitet på disputatsen Fra nyklassicisme til historicisme: Arkitekten G.F. Hetsch. Hans speciale er dog især islamisk kunst, som han har skrevet om i bøger og artikler.
Han var kandidatstipendiat ved Københavns Universitet 1982-83, bibliotekar ved Kunstindustrimuseet 1983-84, blev museumsinspektør ved Davids Samling 1984 og har siden 1985 været museets direktør. Siden 1984 har han været censor ved Københavns Universitet.
Folsach er medlem af Rungstedlundfondens bestyrelse (siden 2004), Det Danske Institut i Damaskus' bestyrelse (siden 1996) og Designmuseum Danmarks bestyrelse (siden 1989). 28. maj 2009 blev han Ridder af Dannebrog. I 2010 modtog han Bikubens Museumslegat.
Han er gift med Birgitte von Folsach, der er museumsinspektør på Nivaagaards Malerisamling.